# 前田利英
前田 利英（まえだ としふさ）は、上野国七日市藩の第5代藩主。七日市藩前田家5代。

## 略歴
第3代藩主・前田利広の次男。
元禄8年（1695年）、兄で先代藩主の利慶が死去、もしくは病に倒れたときに家督を継いで藩主となったと言われている。元禄13年（1700年）、将軍・徳川綱吉に御目見した。宝永5年（1708年）1月頃から病に倒れる。嗣子がなく、一族（祖父利意の外孫でもあり従弟にあたる）の利理を養嗣子として迎えて、2月15日に七日市陣屋で死去した。

## 系譜
父母
- 前田利広（実父）
- 前田利慶（養父）

養子
- 前田利理 ー 前田孝始の長男